# Лисогорка (пам'ятка природи)
Лисогорка (рос. Лысогорка) — це комплексна пам'ятка природи регіонального значення, розташована поблизу села Лисогорка в Куйбишевському районі Ростовської області. Статус природної пам'ятки крейдяна гора поруч з селом Лисогорка отримала у постанові Уряду Ростовської області № 418 від 19.10.2006 року.

## Опис

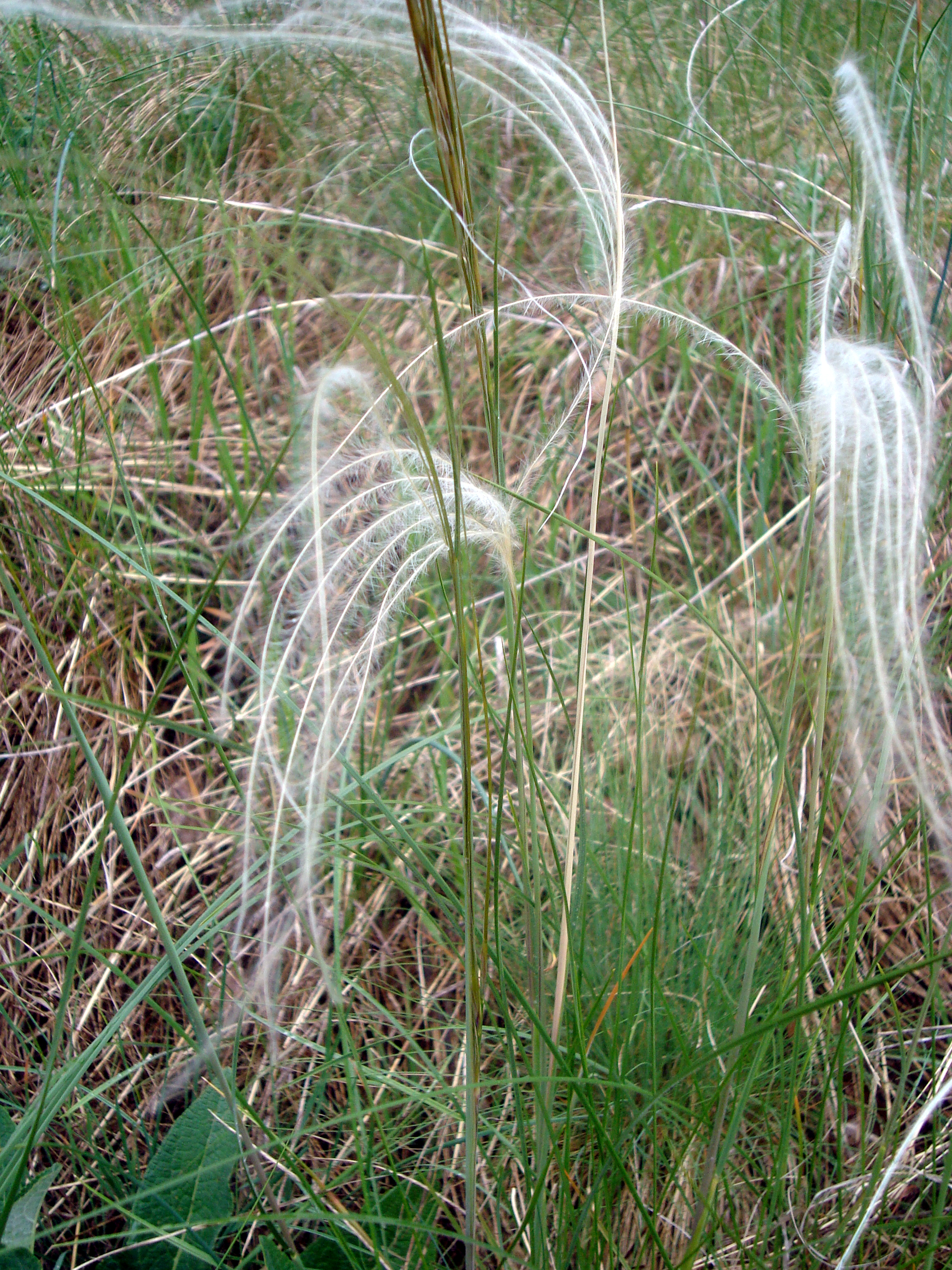
Ковила пухнастолиста

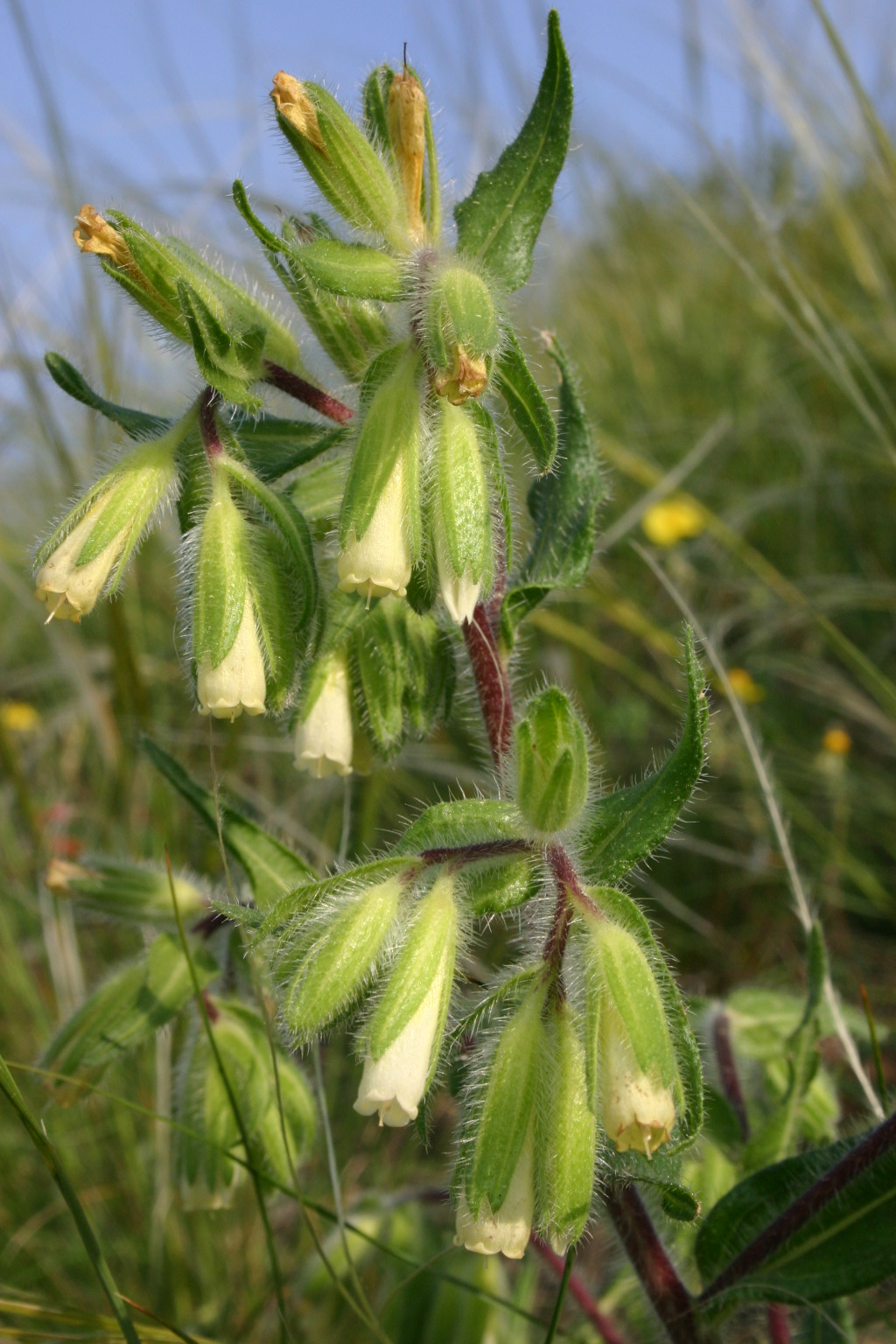
Оносма донська

Район Лисогорки відноситься до південного форпосту проживання південноруських ксерофітів — нагірних рослин сухих місць проживання, здатних витримувати тривалу посуху і високі температури. Основна роль тут належить напівкустарникам і напівкустарничкам, тісно пов'язаним з крейдяними субстратами. Багато видів рослин, що ростуть тут, відносяться до рідкісних і занесені в Червону книгу Ростовської області. Це: ковила пухнастолиста, полин солянкоподібний, волошка руська, оносма донська, бурачок голоножковий, дворядник крейдяний, рогачка крейдяна, терескен хохолковий та ін.
Територія Ростовської області в геологічному минулому являла собою складчастий гірський хребет, піднятий над навколишньою місцевістю. Під дією природних сил хребет поступово руйнувався, підйоми і опускання суші з заливанням їх морями залишали після себе пласти осадових порід. Ці явища простежується в середньому карбоні (311 млн років тому), альбском ярусі (103 млн років тому) і в Неогеновом періоді Бурдигальского ярусу (18 млн років тому). У цей час територія Лисогорки була дном теплого і мілководного моря.
У четвертинний період кайнозойської ери льодовиковий покрив не дійшов до території нинішньої Ростовської області. Після танення льодовика на її територію хлинули талі води, які вимивали і наносили гірські породи, формуючи рельєф.
Багато рослин, що проростають на горі та її підніжжі занесені в Червону книгу Ростовської області: ковила пухнастолиста, полин солянковидний, волошка російська, оносма донська, бурачок голоножковий, дворядник крейдяний, рогачка крейдяна, терескен хохолковий та ін.
Статус природної пам'ятки крейдяна гора поруч з селом Лисогірка отримала у постанові Уряду Ростовської області № 418 від 19.10.2006 року. Пам'ятка природи Лисогірка має природоохоронне та наукове значення.